# Alexander Fermor-Hesketh
Pour les articles homonymes, voir Fermor et Hesketh (homonymie).
Thomas Alexander Fermor-Hesketh (né le 28 octobre 1950), 3e baron Hesketh, est un homme politique, ancien ministre du gouvernement du Royaume-Uni et propriétaire de l'écurie de Formule 1 Hesketh Racing.

## Biographie
Fils du 2e baron Hesketh (1916 † 1955), il lui succède aux titres de noblesse familiaux, ensuite entre à la Chambre des lords en 1955. À la faveur de son service en tant que ministre dans le gouvernement britannique, le baron Hesketh est nommé KBE.
Il crée en 1972 l'écurie de Formule 1 Hesketh Racing avec James Hunt comme principal pilote. Il participe notamment au championnat du monde de Formule 1 de 1973 à 1978. Plus tard, il crée la moto Hesketh.

## Distinctions honorifiques
- : KBE (1997)
- : baronnet (1955)
- : baron (suc.) (1955).